# Urlândia
Urlândia é um bairro do distrito da sede, no município gaúcho de Santa Maria, Brasil. Localiza-se na região sul da cidade.
O bairro Urlândia possui uma área de 2,7829 km² que equivale a 2,28% do distrito da Sede que é de 121,84 km² e  0,1553% do município de Santa Maria que é de 1791,65 km².

## História
A toponímia do bairro vem do nome de um senhor, que primeiramente deu nome à Vila Urlândia, e que se estendeu para todo o bairro.
Carlos Uhr, além de dar nome à uma rua que liga o bairro ao vizinho bairro Uglione, dá nome sugestivo ao bairro Urlândia: Uhr + lândia - algo como "Terra dos Uhr".
Na divisão em bairros do distrito da Sede de 1986, o bairro Urlândia já existia oficialmente. O nome do bairro é em referência a sua unidade residencial Vila Urlândia. Em 2006, quando houve reformulação da divisão dos bairros da Sede, Urlândia teve modificações em seu território. A principal mudança certamente foi a criação do bairro Uglione com área totalmente subtraída do Urlândia. Duque de Caxias também levou uma parte do Urlândia. Em contrapartida o bairro passou a abrigar uma área até antes do Tomazetti e outras até então sem-bairro.

## Unidades residenciais
O bairro Urlândia, pertencente ao distrito da Sede, é uma unidade de vizinhança que contém as seguintes unidades residenciais:
| # | Unidade residencial           | Localização                       | Limites | Obs.       |
| - | ----------------------------- | --------------------------------- | --- | ---------- |
| 1 | Parque Residencial São Carlos | 29° 42' 45.79" S 53° 49' 10.95" O | Sudoeste desta unidade residencial que inicia num ponto da faixa de domínio sudoeste da Rodovia BR-287 com o ponto de projeção da Rua São Carlos, segue-se a partir daí pela seguinte delimitação: eixo da Rodovia BR-287, no sentido sudeste, até alcançar a distância aproximada de 700 metros; daí deflete-se em ângulo de 71° 46’, até alcançar a distância aproximada de 210 metros; daí, deflete-se novamente, por outra linha com ângulo de 125° 30’, até alcançar o fundo dos lotes que confrontam ao sudoeste com a da Rua Agostinho Scolari; eixo da Rua Agostinho Scolari, até atingir a faixa de domíno sudoeste da Rodovia BR-287, ponto inicial desta demarcação. | [ Obs. 1 ] |
| 2 | Urlândia                      |                                   | Toda a área do perímetro do bairro Urlândia sem denominação específica |            |
| 3 | Vila Formosa                  | 29° 42' 58.94" S 53° 48' 46.03" O | A unidade residencial urbana que limita com a BR-287 e Vila Santos. | [ Obs. 2 ] |
| 4 | Vila Santos                   | 29° 43' 01.53" S 53° 49' 08.67" O | A unidade residencial urbana que limita ao norte com o Arroio Cancela; ao leste e ao norte com a Vila Formosa, e novamente ao norte com a BR-392; ao sul, com a Vila Tropical e parte da Rua Eugênio Mussoi e, por fim, ao sudoeste, com os fundos dos lotes que confrontam ao leste com a Rua Valdir da Costa. | [ Obs. 3 ] |
| 5 | Vila Tropical                 | 29° 43' 08.42" S 53° 48' 43.13" O | A unidade residencial urbana que limita com a Vila Santos, BR-392 e a Rua José Parcianello. | [ Obs. 4 ] |
| 6 | Vila Urlândia                 | 29° 42' 47.51" S 53° 49' 29.38" O | A unidade residencial urbana que limita com a Sanga da Aldeia, BR-287; com o fundo dos lotes que confrontam ao sudeste para a Rua Agostinho Scolari; com o Arroio Cancela até a Rua Valdir C. da Costa; com a divisa desta Vila que se localiza ao sul , na várzea do Arroio Cancela; com o Arroio Cadena. | [ Obs. 5 ] |

1. ↑  O acesso principal se dá pela BR-392.
2. ↑  Os principais acessos são pela BR-392 e pela BR-287.
3. ↑  O acesso principal se dá pela BR-287, daí pela Rua Agostinho Scolari.
4. ↑  O acesso principal se dá pela BR-392.
5. ↑  O principal acesso se dá pela BR-287.

## Demografia

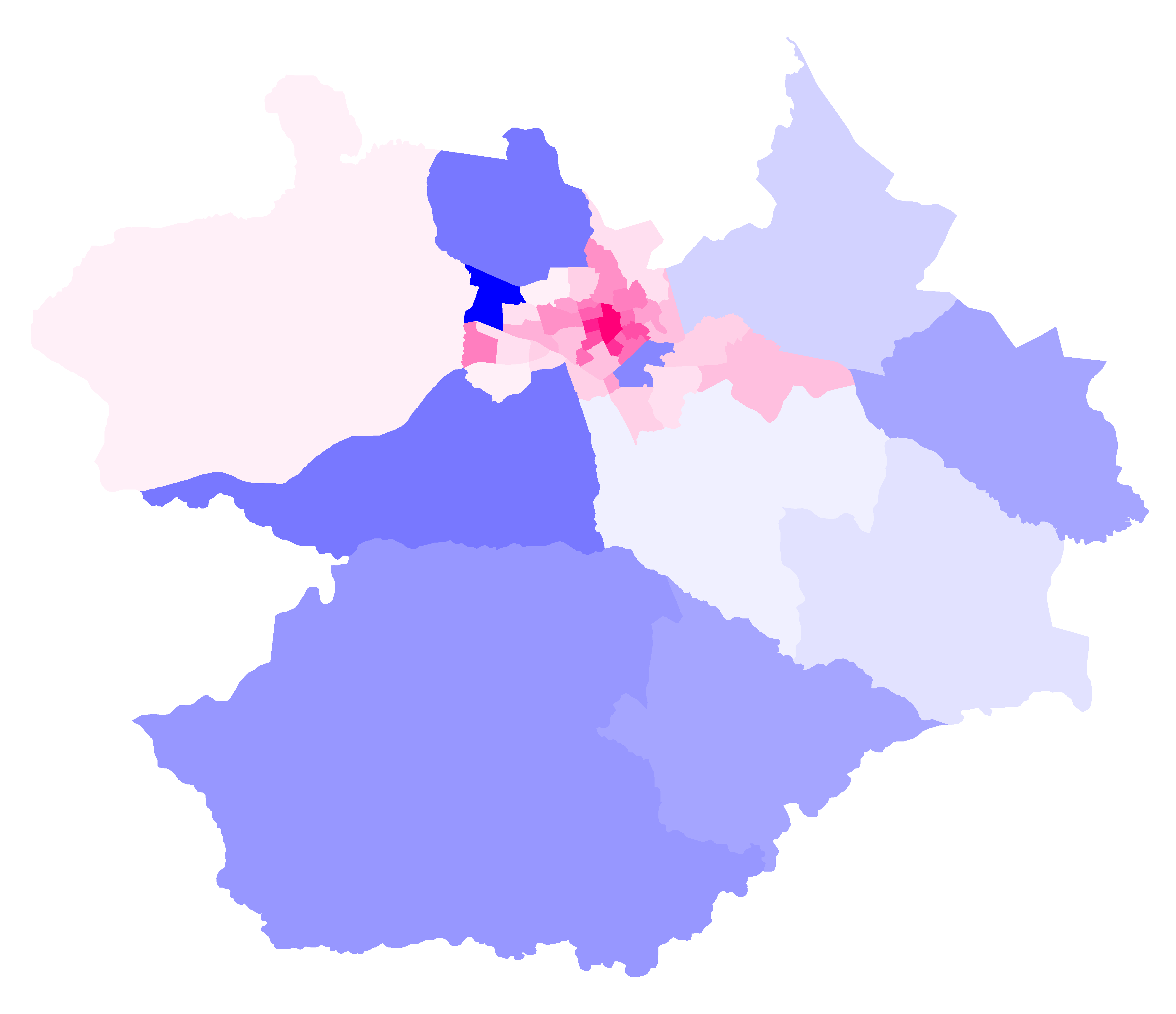
Mapa do município de Santa Maria com as divisões em bairros. Em escalas de azul os bairros com predominância masculina e em escalas de rosa os bairros com predominância feminina. Observa-se que quanto melhor a infraestrutura e o acesso a ela mais convidativo o bairro é para a população feminina. E, reciprocamente, podemos reconhecer os bairros com melhor infraestrutura observando onde a população feminina está concentrada.

Segundo o censo demográfico de 2010, Urlândia é, dentre os 50 bairros oficiais de Santa Maria:
- Um dos 41 bairros do distrito da Sede.
- O 9º bairro mais populoso.
- O 25º bairro em extensão territorial.
- O 18º bairro mais povoado (população/área).
- O 37º bairro em percentual de população na terceira idade (com 60 anos ou mais).
- O 24º bairro em percentual de população na idade adulta (entre 18 e 59 anos).
- O 11º bairro em percentual de população na menoridade (com menos de 18 anos).
- Um dos 39 bairros com predominância de população feminina.
- Um dos 20 bairros que registraram moradores com 100 anos ou mais, com um total de 1 habitante masculino.

Distribuição populacional do bairro
1. Total:  8.967(100%)
  1. Urbana: 8.967 (100%)
  2. Rural: 0 (0%)
2. Homens: 4.371 (48,75%)
  1. Urbana: 4.371 (100%)
  2. Rural: 0 (0%)
3. Mulheres: 4.596 (51,25%)
  1. Urbana: 4.596 (100%)
  2. Rural: 0 (0%)